# Henderson (Iowa)
Pour les articles homonymes, voir Henderson.
Henderson est une ville du comté de Mills, en Iowa, aux États-Unis. Elle est fondée en 1880 et incorporée le 18 mai 1893.

## Source de la traduction
- (en) Cet article est partiellement ou en totalité issu de l’article de Wikipédia en anglais intitulé « Henderson, Iowa » (voir la liste des auteurs).